# Amazon Silk
Az Amazon Silk az Amazon.com által a Kindle Fire táblagépre tervezett webböngésző. A Silk osztott architektúrával működik: a nagyobb teljesítmény érdekében a böngészés egyes részfolyamatai nem a böngészőben, hanem az Amazon szerverein zajlik. Böngészőmotorként a WebKitet használja. 2011. szeptember 28-án jelentették be, a megjelenés dátuma 2011. november 15. volt.

## Architektúra
Minden weboldal betöltésekor a Silk eldönti, hogy mely böngészőalrendszereket (hálózat, HTML, oldalmegjelenítés) futtatja helyben a táblagépen, és melyeket a távoli Amazon EC2 szervereken.
A Silk a Google által fejlesztett SPDY protokoll segítségével gyorsítja fel az erre felkészült szerverekkel való kommunikációt. A SPDY protokollt nem ismerő szerverek esetében az jelenthet gyorsulást, ha az Amazon szerverén keresztül töltődik be SPDY-vel az oldal.

## Biztonsági és adatvédelmi aggályok
Adatvédelmi és biztonsági aggályokat is fölvet, hogy a táblagép minden internetes tevékenysége az Amazon szerverein mehet keresztül. A Silk böngésző mindenesetre tartalmazni fogja az elosztott architektúrájú böngészés kikapcsolásának lehetőségét.

## Név
Az Amazon szerint „egy szál selyem láthatatlan, de hihetetlenül erősen összeköt két különböző dolgot”, ezért nevezte el a böngészőt Amazon Silknek (silk angolul selymet jelent), mivel a Silk teremt kapcsolatot a Kindle Fire és az Amazon EC2 szerverei között.